# Bram Behr
Abraham Maurits "Bram" Behr (Curazao, 18 de enero de 1951 - Paramaribo, 8 de diciembre de 1982) fue un comunista de Surinam. Fue más conocido como propagandista y periodista. Publicó el panfleto De Rode Surinamer y editó el seminario Mokro. También fundó (el 24 de junio de 1981) y lideró el hoxhaísta Partido Comunista de Surinam (CPS), en oposición a la dictadura militar de Dési Bouterse. El 7 de abril de 1982 fue arrestado por escribir un libro acerca de las atrocidades supuestamente cometidas por los militares contra su compañero periodista Lesley Rahman, luego de que este escribiese en el periódico una feroz protesta contra el gobierno. Behr fue asesinado junto a otros 14 prominentes opositores a Bouterse el 8 de diciembre de 1982, en el marco de un incidente conocido como los Asesinatos de Diciembre. 